# Jüdische Gemeinde Freistroff
Eine Jüdische Gemeinde in Freistroff, einer französischen Gemeinde im Département Moselle in Lothringen, entstand in der Mitte des 18. Jahrhunderts.

## Geschichte
Die jüdische Gemeinde Freistroff entstand als unter Ludwig XV. vier Familien die Erlaubnis bekamen, sich in Freistroff niederzulassen. Am Ende des 19. Jahrhunderts hatte die Gemeinde mehr als 50 Mitglieder und um 1895 wurde eine Synagoge erbaut, die während der deutschen Besatzung im Zweiten Weltkrieg zerstört wurde. Die jüdische Gemeinde gehörte ab 1808 zum israelitischen Konsistorialbezirk Metz.